# Якшимбетово (Кугарчинский район)
Якшимбе́тово (баш. Яҡшембәт) — деревня в Кугарчинском районе Республики Башкортостан Российской Федерации. Входит в состав Мраковского сельсовета.

## География

### Географическое положение
Расстояние до:
- районного центра (Мраково): 7 км,
- ближайшей ж/д станции (Мелеуз): 74 км.

## Население
| 2002 | 2009 | 2010 |
| ---- | ---- | ---- |
| 230  | ↘197 | ↘190 |

Национальный состав
Согласно переписи 2002 года, преобладающая национальность — башкиры (97 %).